# Kilis (tartomány)
Kilis tartomány Törökország egyik tartománya a Délkelet-anatóliai régióban, székhelye Kilis városa. 1995-ig Gaziantep tartomány része volt, ekkor vált önálló közigazgatási egységgé. Északon teljes egészében Gaziantep tartomány, délen Szíria határolja.

## Körzetei
A tartománynak négy körzete van:
- Elbeyli
- Kilis
- Musabeyli
- Polateli